# Петър Илиевски
Петър Христов Илиевски (на македонска литературна норма: Петар Христов Илиевски) e виден лингвист, класически филолог, микенолог и историк от Република Македония.

## Биография
Роден е на 2 юли 1920 година в кичевското село Горно Бигор Доленци, тогава в Кралство Югославия. През септември 1944 година се присъединява към комунистическите партизани във Вардарска Македония. След завършването на Богословския факултет в София през 1946 г., работи като учител в средни училища в Скопие, Югославия. В 1952 година участва в първия превод на Евангелието на македонски книжовен език. През 1956 г. завършва класическа филология във Философския факултет в Скопие. Специализира микенология в Кеймбриджкия университет през 1957 - 1958 г. В 1960 година защитава докторат във Философския факултет в Скопие на тема „Аблативът, инструменталът и локативът в най-старите гръцки текстове“ и е избран за доцент. От 1965 година е член на Постоянната международна комисия за микеноложки изследвания. В 1966 е избран за извънреден професор, а в 1971 г. - за редовен професор. Отговорен редактор е на списанието за класическа филология и антични изследвания „Жива антика“. В 1972 - 1973 година организира Дружеството за антични изследвания на Югославия. От 1981 година е член на Центъра за балканоложки изследвания при Академията на науките и изкуствата на Босна и Херцеговина. На 14 май 1979 година е избран за член-кореспондент, а на 21 ноември 1983 година - за редовен член на Македонската академия на науките и изкуствата.
Научната дейност на Петър Илиевски е в областта на класическите изследвания, балканистиката и палеославистиката. Изследва античната просодия и преводните възможности на македонския литературен език, както и търси класическо наследство в съвременната македонска култура. В областта на микенологията работи върху проблеми от религията, антропонимията и просопографията, а в балканистиката изследва причините за езиковите промени и взаимното сближаване на балканските еици, като се занимава особено с морфосинтактичните особености, лексиката и словоообразуването в македонския. Проучва дамаскинарската литература от областта Македония.
Автор е на около 400 научни труда и носител на много награди.
Умира на 31 май 2013 година в Скопие, Република Македония.